# Grevesmühl
Grevesmühl eller Grevesmöhlen är en tysk ätt av vilken en gren adlats i Sverige.
Enligt Stockholms handelskollegiums protokoll 1681 var den förste kände stamfadern, Engelbrecht Grevesmühl, kommen från Lübeck. Dennes hustru var dotter till Hans Olofsson Törne i hans äktenskap med Ingrid Ekenbom, samt syster till Olof Törnflycht och tillhörde släkten Törne. Från deras son hovrättsrådet Johan Engelbrecht Grevesmühl och systerson Herman Grevesmühl utgår släkten i Sverige.
Den förre av dessa fick två söner. Den ena sonen, hovrättsrådet Johan August, adlades 1770 med bibehållet namn men avled barnlös och slöt själv sin ätt. Den andre sonen, lagmannen Carl Engelbrecht, ändrade sitt namn till Grevesmöhlen. Hans son med Elisabeth Öijer var Carl August Grevesmöhlen.
Den andra grenen av släkten var verksamma som handelsmän, riksdagsmän och rådmän. Carl Henric Grevesmühl grundade Grevesmülska huset i Stockholm där han bedrev möbelhandel. Hans son var Carl Adolph Grevesmühl som bland annat grundade Grevesmühlska samskolan i Stockholm. En linje var verksamma som tobaksfabrikörer. En annan linje av ätten överflyttade till Gotland där Albrecht Grevesmühl var häradshövding under slutet av 1700-talet. Ingift i släkten var Anna Grevesmühl som uppfann täljekringlorna. Carl Grewesmühl var riksdagsman.